# Earhart Corona
Earhart Corona is een corona op de planeet Venus. Earhart Corona werd in 1985 genoemd naar de Amerikaanse vliegenierster Amelia Earhart (1897–1937).
De corona heeft een diameter van 414 kilometer en bevindt zich in het quadrangle Atalanta Planitia (V-4).